# John Edward Brownlee
John Edward Brownlee (Port Ryerse, 27 de agosto de 1883-Calgary, 15 de julio de 1961) fue un abogado y político canadiense. Fue el quinto primer ministro de Alberta, Canadá, en el cargo de 1925 a 1934. Nacido en Port Ryerse, Ontario, estudió historia y ciencias. políticas en la Universidad de Toronto, antes de mudarse al oeste de Calgary para convertirse en abogado. Entre sus clientes se encontraban United Farmers of Alberta (UFA); a través de su conexión con este grupo de presión, participó en la fundación de United Grain Growers (UGG).
Después de que UFA entró en la política electoral y ganó las elecciones de 1921, el nuevo primer ministro Herbert Greenfield le pidió a Brownlee que actuara como su fiscal general. Brownlee estuvo de acuerdo y fue elegido miembro de la Asamblea Legislativa de Alberta en una elección secundaria en Ponoka. Como fiscal general, fue un miembro importante del gobierno de Greenfield. Estuvo estrechamente involucrado en sus actividades más importantes, incluidos los esfuerzos para mejorar las parcelas de los agricultores que viven en la sequía del sur de Alberta, deshacerse de los ferrocarriles que pierden dinero y ganar jurisdicción sobre los recursos naturales del gobierno federal. Cuando un grupo de defensores de la UFA se sintió frustrado por el débil liderazgo de Greenfield, le pidieron a Brownlee que lo reemplazara. Brownlee finalmente aceptó y se convirtió en primer ministro en 1925.